# Deutsche Biographische Enzyklopädie
Die Deutsche Biographische Enzyklopädie (DBE) ist ein von Walther Killy und (ab dem dritten bzw. vierten Band) Rudolf Vierhaus herausgegebenes biographisches Nachschlagewerk, dessen erste Ausgabe von 1995 bis 2003 in 13 Bänden im K. G. Saur Verlag veröffentlicht wurde. Zwischen 2005 und 2008 erschien eine zweite, überarbeitete und erweiterte Ausgabe in 12 Bänden.

## Profil
Die Deutsche Biographische Enzyklopädie enthält in der ersten Auflage Artikel zu rund 56.000 Personen. In der zweiten Ausgabe wuchs diese Zahl auf rund 63.000 Einträge an. Bei der Mehrzahl der Artikel handelt es sich um von der Redaktion zusammengestellte Kurzbiografien; dazu kommen rund 1.300 von Experten verfasste und namentlich gezeichnete ausführliche Personenartikel.
Der Erfassungszeitraum setzt mit Beginn der schriftlichen Überlieferung ein und reicht bis zur Gegenwart – lebende Personen ausgenommen. Dokumentiert sind Leben und Wirken, Herkunft, Bildungsweg, einflussreiche Begegnungen, bezeichnende Werke und Leistungen, Freundschaften, Zugehörigkeit zu Gruppen und Vereinigungen, Rezeption, in besonderen Fällen Preise und Ehrungen. Der geographische Bereich, auf den die DBE sich bezieht, ist durch die deutsche Sprache definiert. Neben Personen aus Deutschland, Österreich und der deutschsprachigen Schweiz, zu denen in der historischen Perspektive auch jene aus dem Elsass, dem Baltikum, aus Südtirol usw. gehören, umfasst die DBE auch Emigranten oder deutschsprachige Minderheiten im Ausland.

## Kritik der ersten Auflage
Im Gegensatz zu der bisher nicht abgeschlossenen Neuen Deutschen Biographie (NDB) entstand die DBE zu großen Teilen als Kompilation aus anderen Nachschlagewerken, mit einem nur sehr geringen Anteil von eigens für die DBE verfassten Artikeln. Sie konnte dadurch in einem vergleichsweise kurzen Zeitraum realisiert werden, zog aber auch entsprechende Kritik auf sich. So bezeichnete der FAZ-Rezensent Patrick Bahners die DBE als „gewaltiges Abschreibeunternehmen“.
Inhaltliche Kritik übte Ernst Klee, der der DBE eine schönfärberische Darstellung von Nazi-Karrieren vorwirft. Sie spiegle die „Entnazifizierung gerade im Wissenschaftsbereich aufs Schönste. Es gibt keine Nazis mehr. Selbst die ranghöchsten Mediziner in Himmlers Schutzstaffel, die Elite des Naziterrors, kommen als ehrbare Ordinarien zu Lexikon-Ehren“.
Der Rezensent der Internet-Rezensionszeitschrift literaturkritik.de zählt verschiedene Vorlagen, auf denen die Artikel der ersten Auflage basieren, auf und weist Schwachpunkte und Fehler in einzelnen Einträgen nach.
Der Medizinhistoriker Peter Voswinckel wirft dem DBE resümierend vor, dass es, vor allem bei nicht namentlich gekennzeichneten Artikeln, „[…] als kritiklose Ansammlung von biografischen Versatzstücken, als eklektischen Zusammenschnitt von Informationen“ zu sehen sei und die Beiträge oft unkritisch aus anderen monografischen Nachschlagewerken entnommen wurden.

## Sonstiges
In der Enzyklopädie befindet sich auch ein Nihil-Artikel, also ein Eintrag über eine fiktive Person (Carl August von Schimmelthor). 
Zu den bei der Herausgabe beteiligten Mitarbeitern der Enzyklopädie gehören unter anderem der Medizinhistoriker Dietrich von Engelhardt und der Kirchenhistoriker Bernd Moeller.

## Ausgaben

### 1. Auflage
Deutsche Biographische Enzyklopädie, 13 Bände. K. G. Saur, München und Leipzig 1995–2003, ISBN 3-598-23160-1. (auch New Providence, London und Paris)
- Band 10 1999.
- Band 11 in 2 Teilbänden: „Nachträge“, „Personenregister“ ISBN 3-598-23171-7.
- Band 12 in 2 Teilbänden: „Ortsregister“, „Berufsregister“ ISBN 3-598-23172-5.
- Band 13: „Supplement“ ISBN 3-598-23173-3.

Die erste Auflage erschien auch in zwei weiteren Ausgaben:
- Paperbackausgabe der ersten 10 Bände. Deutscher Taschenbuch Verlag, München 2001, ISBN 3-423-59053-X.
- CD-Ausgabe, ISBN 3-598-40360-7.

### 2. Auflage
Deutsche Biographische Enzyklopädie (DBE). 2. überarbeitete und erweiterte Auflage. Herausgegeben von Rudolf Vierhaus. 12 Bände. K. G. Saur, München 2005–2008, ISBN 978-3-598-25030-9.
- Band 1 Aachen – Braniß. 2005 Auszüge
- Band 2. Brann – Einslin. 2005 Auszüge
- Band 3 Einstein – Görner. 2006 Auszüge
- Band 4 Görres – Hittorp. 2006 Auszüge
- Band 5 Hitz – Kozub. 2006 Auszüge
- Band 6 Kraatz – Menges. 2006 Auszüge
- Band 7 Menghin – Pötel. 2007 Auszüge
- Band 8 Poethen – Schlüter. 2007 Auszüge
- Band 9 Schlumberger – Thiersch. 2008 Auszüge
- Band 10 Thies – Zymalkowski. 2008 Auszüge
- Band 11 Nachträge. Personenregister. 2008
- Band 12 Ortsregister. 2008

Die zweite Auflage ist beim Verlag Walter de Gruyter online (mit eingeschränktem Zugang) zugänglich, außerdem als DVD käuflich erhältlich.